# Planet (locomotief)

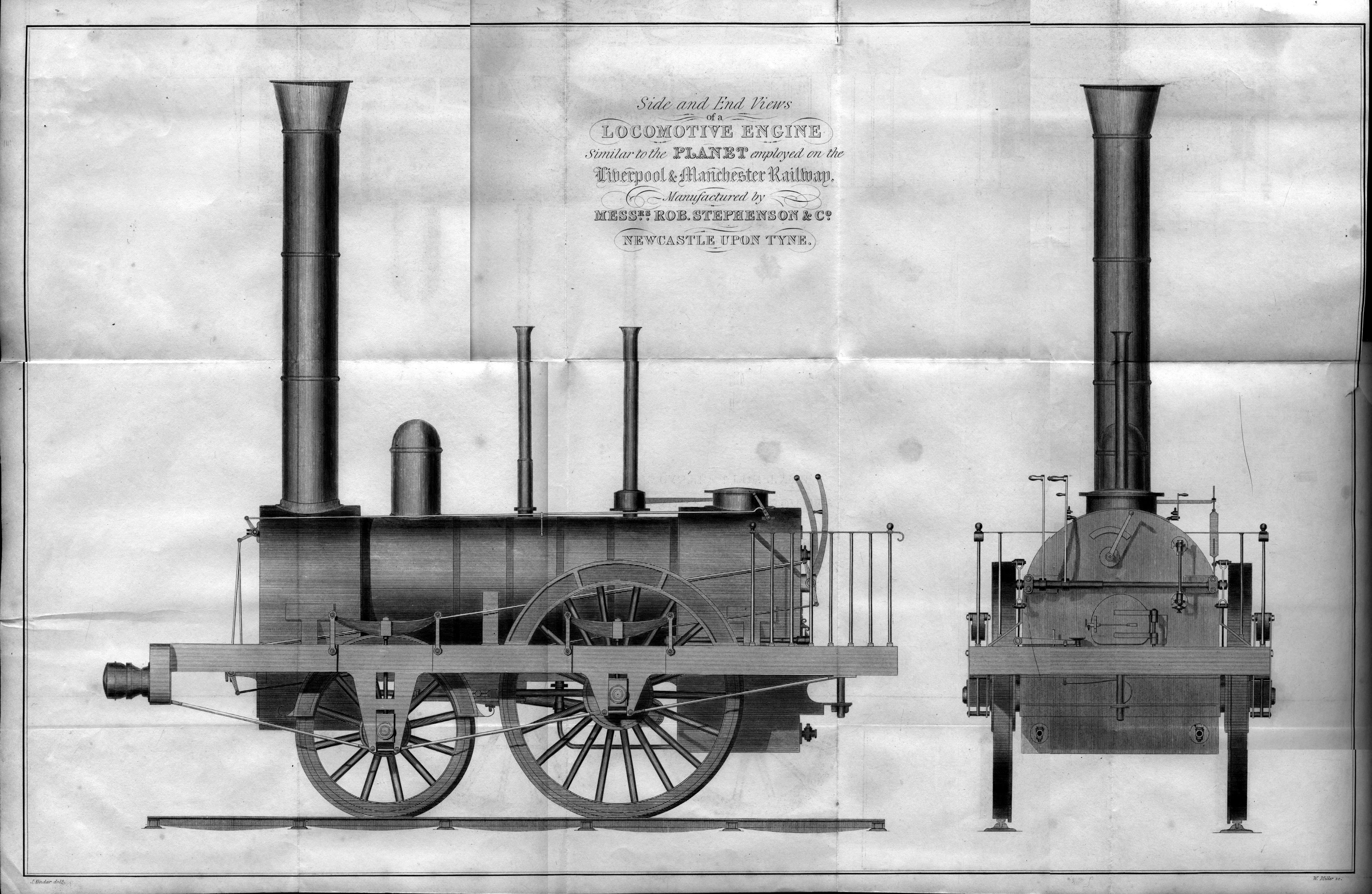
Locomotieftype Planet

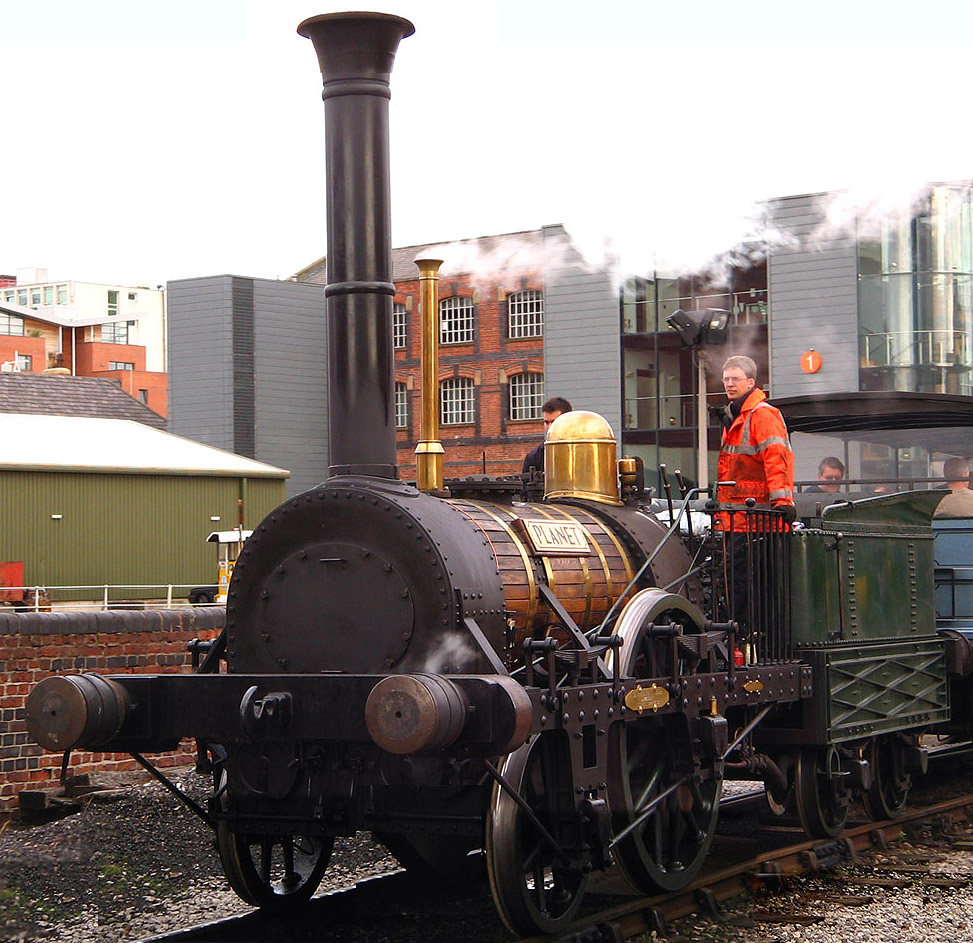
Replica van de Planet in het Manchester Science Museum

De Planet was een vroege stoomlocomotief met de asindeling A1 (0-2-2 volgens Whyte-notatie), die in 1830 ten behoeve van de net geopende Liverpool and Manchester Railway gebouwd werd door Robert Stephenson and Company. Het was de negende locomotief voor de L&MR. Na de Rocket was dit het volgende grote ontwerp van Stephenson. Het was de eerste locomotief die gebruikmaakte van binnenliggende cilinders.

## Verbeteringen
De Planet-locomotieven leken al veel op toekomstige typen stoomlocomotieven. Daardoor ziet de Planet er heel anders uit dan de Rocket, hoewel deze slechts een jaar eerder werd ontworpen. Stephensons Northumbrian vertegenwoordigt een tussenstap in deze evolutie van de stoomlocomotief. 
Andere verbeteringen zijn onder andere:
- Een stoomdom om te voorkomen dat water de cilinders zou kunnen bereiken
- Buffers en koppelingen in een positie die de standaard zou worden.